# Jacques Moutin
Pour les articles homonymes, voir Moutin.
Jacques Moutin (1920-1987) neveu de Lucien Vogel,  fut dès 1946 directeur artistique du mensuel français Jardin des Modes, puis directeur de toutes les éditions du Jardin et de Arts Ménagers.
Étant lui-même photographe de mode, c'est néanmoins en tant que directeur d'artistes (photographes ou graphistes) qu'il aura une importance déterminante. Dès 1956, il décide de promouvoir un nouveau style de photos de mode au Jardin des Modes, transformant la photographie uniquement descriptive en scènes de la vie. Pour les photos « juniors » (cette mode, qui est inexistante avant 1956, débutera au Jardin) ou pour les photos de personnages ultra-sophistiqués, il fait appel à de nouveaux photographes alors inconnus et qui deviendront très bientôt célèbres : Frank Horvat, Helmut Newton, Jean-Loup Sieff, Marc Hispard...
Sous sa direction, le Jardin des Modes devint leader dans le domaine de la création graphique et photographique. Jacques Moutin est par ailleurs à l'origine de la création, à la fin des années 1960, du Club des D.A., club qui entendait fédérer les meilleurs éléments de la publicité et des magazines.
Après avoir dirigé également les magazines Marie Claire, puis Marie France, il se tourne vers la publicité et les grandes campagnes de Kronenbourg, Kelton, Nestlé, Continent, etc.
Marié à Jacqueline Melzassard, il est le père de deux jazzmen de renommée internationale, Louis Moutin (compositeur et batteur) et François Moutin (compositeur et contrebassiste). Il est lui-même grand amateur de jazz depuis son adolescence.